# Yan Gomes

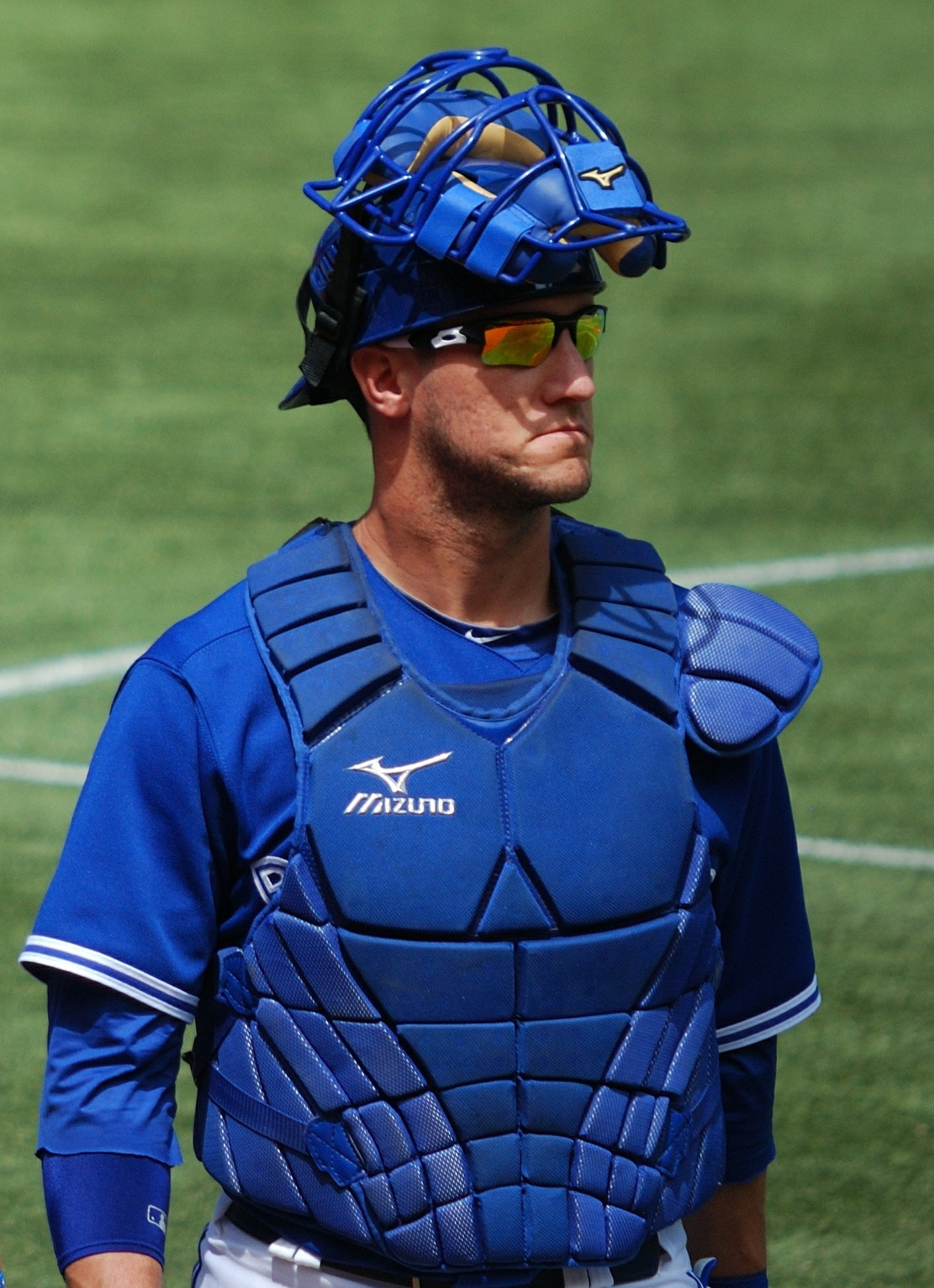
Yan no começo de sua carreira na MLB, pelo Toronto Blue Jays.

Yan Gomes (Mogi das Cruzes-SP, 19 de julho de 1987) é um jogador americano-brasileiro de beisebol profissional que joga pelo Chicago Cubs da Major League Baseball.
Na carreira, já no Toronto Blue Jays até sua transferência para os Cleveland Indians seguida de uma troca para os Washington Nationals. A equipe de Toronto selecionou Gomes no décimo round do Draft de 2009 da MLB. Sua estreia foi em 2012, se tornando o primeiro jogador de beisebol brasileiro da história a atuar na Major League Baseball. Ele jogou pelo Blue Jays em 2012 e pelo Indians de 2013 até 2018. Ele foi negociado com o Nationals antes da temporada de 2019 e ganhou a World Series com o Nationals. Yan Gomes foi o segundo brasileiro a ganhar a World Series o primeiro havia sido Paulo Orlando em 2015 pelo Kansas City Royals. Além de ser o primeiro brasileiro na MLB, foi também o primeiro brasileiro a participar do Jogo das Estrelas.

## Primeiros anos

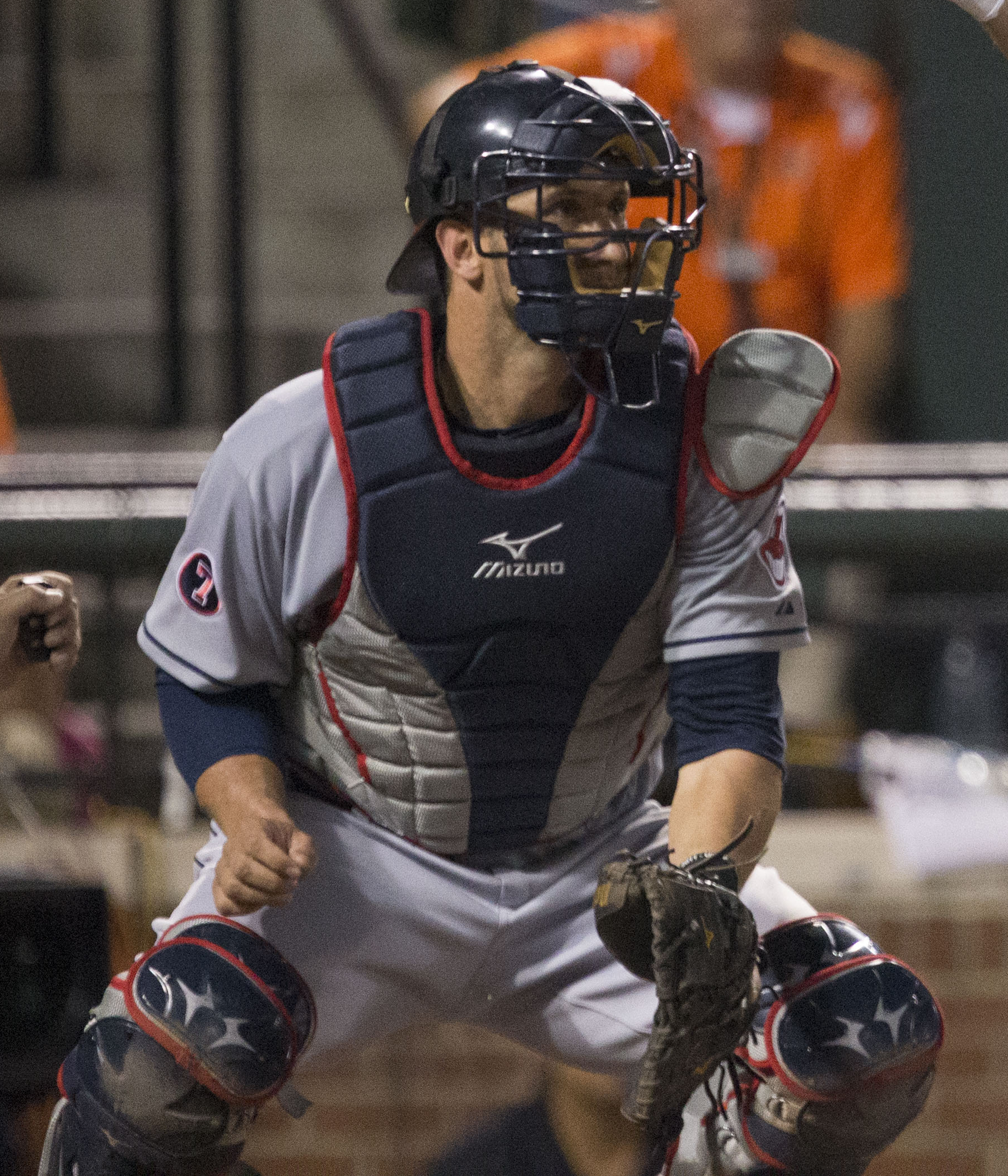
Yan Gomes, Catcher dos Cleveland Indians

Yan Gomes estudou na Miami Southridge High School, em Miami , Florida, onde jogou pelo time de beisebol da escola. Matriculou-se na Universidade do Tennessee, onde jogou beisebol da faculdade para os Tennessee Volunteers na Conferência Sudeste da National Collegiate Athletic Association ( NCAA ) Divisão I. No Tennessee , começou jogando em diversas posições em campo , exceto como Shortstop .Depois de sua primeira temporada com Tennessee , foi nomeado NCAA Division I Freshman All-American, uma grande honra.
Yan foi escolhido no Draft pelo Boston Red Sox na rodada 39 da Major League Baseball (MLB) Draft de 2008, mas ele não assinou contrato. Após jogar duas temporadas com os Volunteers , Gomes foi transferido para a Barry University, onde continuou sua carreira colegial com o Barry Buccaneers na Conferência Sunshine State . Ele estabeleceu registros escolares com 92 corridas impulsionadas em (RBI ) e 172 bases totais. Ele foi nomeado para a equipe regional All- Sul , e também foi homenageado como o jogador All- Sul do ano e um All-American . Depois de sua temporada de juniores , o Toronto Blue Jays escolheu Yan na décima rodada do Draft de 2009 da MLB, no qual assinou contrato.

## Carreira profissional
Toronto Blue Jays
Gomes fez sua estréia profissional com o Blue Jays de nível Rookie Golf Coast League em 2009. Foi promovido aos Auburn Doubledays da Classe A- Curta Temporada em Nova York, Pensilvânia League nessa temporada. Em 2010, ele jogou para os Lansing Lugnuts da Classe A Centro-Oeste da Liga e Dunedin Blue Jays da Classe A -Advanced State League Flórida.Ele jogou a maior parte da temporada de 2011, com os New Hampshire Fisher Cats da classe oriental da liga AA,, e recebeu uma breve promoção para os 51s de Las Vegas da classe AAA Pacific Coast League. Durante suas três primeiras temporadas profissionais, Gomes passou a maior parte de seu tempo como um Catcher reserva, mas logo começou a receber a chance de jogar na primeira base e terceira base.
Depois de rebater 0,359 (47 -por- 131) , com cinco home runs e 22 RBI no início da temporada de 2012 com Las Vegas, Gomes foi promovido em 17 de maio de 2012 para os Blue Jays. Após a sua estréia na MLB naquele dia, Gomes se tornou o primeiro jogador brasileiro na história da MLB.. Sua camisa e boné utilizados neste jogo hoje estão expostos no Baseball Hall of Fame em homenagem à conquista deste feito histórico. No mesmo dia , Gomes conseguiu seu primeiro hit MLB, um single contra o New York Yankees  (Pitcher Phil Hughes). Em 18 de maio de 2012, Gomes bateu o seu primeiro home run MLB contra o New York Mets (Pitcher Jon Niese) na vitória por 14-5 . Gomes foi opcionado de volta para Las Vegas em 27 de maio onde ele bateu 5-22 com 2 HR em 8 jogos durante ssa temporada da AAA. Foi chamado de volta para a lista ativa Blue Jays em 7 de setembro, após o término da temporada dos 51s Las Vegas.
Cleveland Indians
Em 3 de novembro de 2012, os Blue Jays anunciaram que haviam negociado Gomes e Mike Aviles para o Cleveland Indians em troca do jogador Esmil Rogers.  The Indians recalled Gomes from the Triple-A Columbus Clippers on April 9, 2013.Os Indians chamou Yan Gomes da Triple-A Columbus Clippers em 9 de Abril de 2013. O primeiro hit de Yan Gomes como um Indian foi um Homerun em 13 de abril de 2013 contra o Chicago White Sox. Gomes foi devolvido ao Columbus em 24 de abril. Em 30 de julho de 2013 Gomes enfrentou Andre Rienzo , o primeiro arremessador brasileiro na história da MLB, portanto, foi a primeira vez em que dois jogadores brasileiros se enfrentaram nas ligas principais. Este fato foi comemorado pelos locutores americanos da partida, que começaram a transmissão do jogo falando em português e dando as boas-vindas aos dois jogadores brasileiros.
Yan Gomes e os Indians assinaram um contrato de seis anos por 23 milhões de dólares em 31 de março de 2014.
World Baseball Classic
Gomes ajudou a Seleção Brasileira de Beisebol a se qualificar pela primeira vez ao World Baseball Classic. Yan foi o único jogador da MLB na equipe do Brasil nas eliminatórias, apesar das outras equipes do grupo ostentava vários grandes jogadores das grandes ligas. Ele optou por não participar do Mundial 2013 para se concentrar em ganhar um lugar na lista de titulares do Cleveland Indians. Hoje se destaca como um dos ídolos, com grandes rebatidas e arremessos para 2a base.